# Гервасий Сумелидис (гревенски митрополит)
Вижте пояснителната страница за други личности с името Гервасий Сумелидис.
Гервасий (на гръцки: Γερβάσιος, Гервасиос) е гръцки духовник, митрополит на Вселенската патриаршия.

## Биография
Роден е със светското име Еврипидис Хараламбу Сумелидис (Ευριπίδης Σουμελίδης του Χαράλαμπου) в 1882 година в село Варену, Халдийска епархия, Понт. Учи в Аргируполи, в Кесария и в 1905 или 1906 година завършва Халкинската семинария. Служи в Халдийската и Димотишката епархия. В 1911 - 1912 година е директор на Прасарската семинария. Арестуван е в Димотика и е заточен в София от българските власти.
След освобождението си заминава за Цариград и на 19 януари 1914 година е ръкоположен за титулярен севастийски епископ, викарен епископ на Неокесарийската митрополия. Гервасий поема управлението на Пафлагонската (западната) част на епархията. В 1919 година е назначен за викарий в Колонийската епархия с център Никополи и поема управлението на епархията докато митрополит Доротей II заседава в Светия синод в Цариград. Тук развива активна дейност за облекчаване на положението на преследваните християни. В 1921 година под натиска на силите на Мустафа Кемал мнозинството от християнското население в областта е принудено да мигрира, а Гервасий се оттегля в манастира Зидзидере, където остава до обмена на население между Турция и Гърция. В 1924 година с 38 сандъка ценна църковна утвар и мощи тръгва от Мерсин за Гърция - повечето оставя в Никея, а останалите ги дава на църквите в Костур и на Атинския византийски музей. В Никея става епитроп на Атинската архиепископия и надзирава строежа на много църкви, основаването на Търговско училище в 1928 година, на Никейската гимназия, на Спортната зала Никея – Коридалос. Подпомага решаването на социалните проблеми на бежанците от Турция.
От 1934 година е гревенски митрополит. Умира на 16 април 1943 година. Тленните му останки са пренесени в Никея.